# Diomos (Sohn des Kolyttos)
Diomos (altgriechisch Δίομος Díomos) ist eine Gestalt der griechischen Mythologie.
Als Herakles einst im Hause des Kolyttos einkehrte und gastlich empfangen wurde, gewann er dessen Sohn Diomos lieb und machte ihn zu seinem Eromenos. Nach dem Tode des Helden (und seiner Apotheose) opferte ihm Diomos auf dem väterlichen Herd, als plötzlich ein weißer Hund hereinkam und das Opferfleisch davontrug. Ein Orakel wusste die Lösung für den peinlichen Zwischenfall: Dort, wo der Hund seine Beute fallengelassen hatte, müsse man dem Halbgott einen Altar errichten. Seitdem wurden dem Herakles Kynósarges an diesem Ort Spiele ausgerichtet, im Rahmen eines Diomiás genannten Festes. Später wurde hier das Gymnasion Kynosarges gebaut (κύων kýōn, gen. κυνός kynós, deutsch ‚Hund‘).
Nach einer anderen Legende drehte sich die Sache um ein Zeusopfer. Beim Jahresfest hatte der Priester wie immer Getreide auf dem Altar angerichtet, als ein Stier hereinkam und die Gabe auffraß. Der erzürnte Diomos nahm sich Anwesende zu Helfern und gemeinsam erschlugen sie das frevlerische Tier. Man machte einen Brauch daraus, und seitdem wurde bei den Buphonia ein Rind (βοῦς boṹs) geopfert.
Ein antiker Stadtteil Athens wurde nach Diomos Diomeia benannt – so, wie der angrenzende Demos Kolyttos bereits den Namen seines Vaters trug.